# Zeinab Camara
Zeinab Camara née le 27 janvier 1981 à Conakry, est une femme politique guinéenne.
Elle a été députée de la préfecture de Boffa en 2020-2021 et précédemment cheffe de cabinet du ministère de l'Enseignement supérieur et de la Recherche scientifique de la Guinée.
Elle est la présidente fondatrice de Women in mining et du club de football Fatala FC.

## Biographie

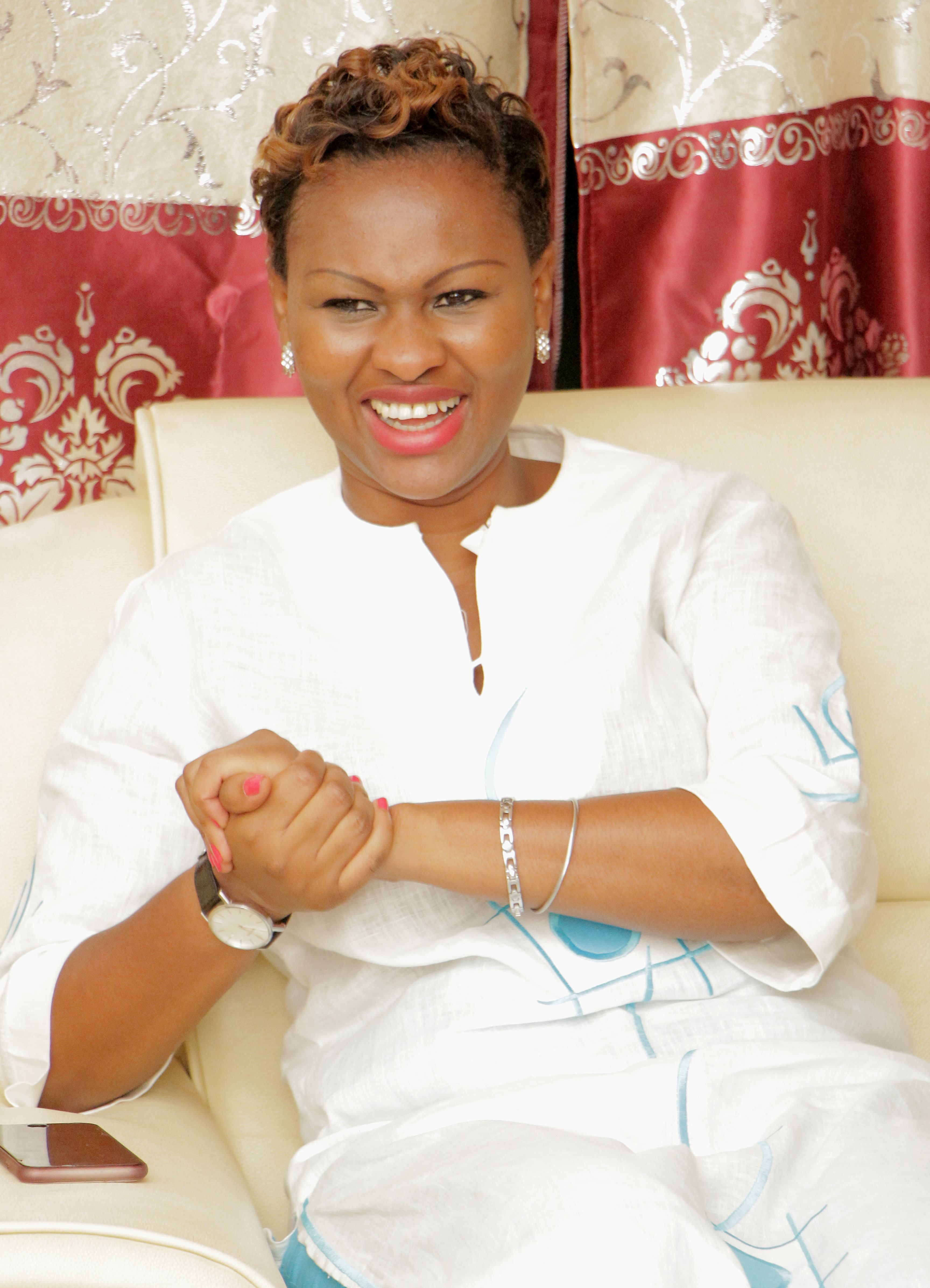
Zeinab Camara en 2018.

Zeinab est titulaire d'une licence en relations internationales de l'Université De Montfort et d'une maîtrise en management public stratégique à l'université de Leicester en Angleterre où elle travaille dans le secteur public comme coordinatrice de programme au National Health Service. Elle revient en Guinée en 2009 pour servir au ministère de la décentralisation et du développement local, être conseillère technique du chef de cabinet de la présidence, intégrer la multinationale Rio Tinto. Elle est membre du conseil d'administration d'Africa 2.0 et du club des mines de Guinée.

### Députée
Deuxième questeur dans le parlement, entre avril 2020 et septembre 2021, Zeinab Camara est députée de la Préfecture de Boffa, sa ville d'origine. Elle y est impliquée sur le plan social pour la promotion des jeunes et l'engagement féminin,,.
À la suite de sa candidature aux élections législatives 2020 avec son parti RPG au scrutin uninominal de sa ville d’origine avec pour seul concurrent le candidat de l’UDG de Mamadou Sylla, elle devient députée. Elle remporte ce scrutin au premier tour avec 58 % des voix.
Le vendredi 30 décembre 2022, les magistrats instructeurs de la CRIEF ont émis un mandat d'arrêt contre elle,. Après deux ans de procès, la CRIEF l'a acquittée et elle a été renvoyée des fins de la poursuite pour tous les faits qui lui étaient reprochés.

### Activisme
En mars 2014, elle crée Women in mining et pendant la période d'Ebola, elle mobilise 3 millions de dollars américains en logistique et apport financier pour les communautés, l'État et les acteurs au développement.
Elle est Présidente de l’ONG leadership des jeunes pour le développement de Boffa et mentor des J-Awards Guinée.
Elle crée en 2017 Fatala Football Club de Boffa pour aider les plus jeunes, garçons et filles, à s'épanouir par le football.

## Prix et reconnaissances
- Prix de meilleurs espoirs féminins à la nuit de l’excellence de la femme par le groupe Gnouma Communication en sa 14e édition[10].
- Prix de l'excellence 2014 par Women Empowemment Network[11].